# Magnolia (Arkansas)
Magnolia és una població dels Estats Units a l'estat d'Arkansas. Segons el cens del 2007 tenia 11.766 habitants.

## Demografia
Segons el cens del 2000, Magnolia tenia 10.858 habitants, 4.204 habitatges, i 2.577 famílies. La densitat de població era de 449,8 habitants/km².
Dels 4.204 habitatges en un 28,6% hi vivien nens de menys de 18 anys, en un 40,2% hi vivien parelles casades, en un 17,9% dones solteres, i en un 38,7% no eren unitats familiars. En el 34,6% dels habitatges hi vivien persones soles el 16,6% de les quals corresponia a persones de 65 anys o més que vivien soles. El nombre mitjà de persones vivint en cada habitatge era de 2,33 i el nombre mitjà de persones que vivien en cada família era de 3,01.
Per edats la població es repartia de la següent manera: un 24,2% tenia menys de 18 anys, un 16,8% entre 18 i 24, un 23,1% entre 25 i 44, un 18,4% de 45 a 60 i un 17,5% 65 anys o més.
L'edat mediana era de 33 anys. Per cada 100 dones de 18 o més anys hi havia 79,4 homes.
La renda mediana per habitatge era de 29.897 $ i la renda mediana per família de 35.269 $. Els homes tenien una renda mediana de 31.577 $ mentre que les dones 20.840 $. La renda per capita de la població era de 15.403 $. Entorn del 15,2% de les famílies i el 23% de la població estaven per davall del llindar de pobresa.

## Poblacions més properes
El següent diagrama mostra les poblacions més properes.